# Kali Serayu
Kali Serayu is een bestuurslaag in het regentschap Lubuklinggau van de provincie Zuid-Sumatra, Indonesië. Kali Serayu telt 1595 inwoners (volkstelling 2010).